# Dungeons & Dragons: Dragonshard
Dungeons & Dragons: Dragonshard ist ein Echtzeit-Strategiespiel mit Rollenspielaspekten des US-amerikanischen Entwicklerstudios Liquid Entertainment. Es ist das erste Computerspiel, das in der Kampagnenwelt Eberron des Rollenspiel-Regelwerks Dungeons & Dragons spielt. Es wurde im September 2005 vom damaligen D&D-Lizenzinhaber Atari für Windows-PC veröffentlicht.

## Handlung

### Spielwelt
Dragonshard spielt in der Welt Eberron, die bekannte Fantasyelemente vorheriger D&D-Kampagnenwelten mit einer beginnenden technisierten Zivilisation verbindet, also sogenannte Steampunk-Elemente beinhaltet. Gemäß dem Schöpfungsmythos von Eberron kämpfte der Drache Khyber einst gegen seine Schwester Siberys und riss dabei ihren Körper in Stücke. Dies erzürnte Khybers Bruder Eberron dermaßen, dass er Khyber unter seinem eigenen Körper begrub. Aus den drei Drachenkörpern entstanden die drei Bereiche der Spielwelt: Die Oberfläche Eberron, die Unterwelt Khyber und der Ring von Siberys, der um Eberron kreist. Alle drei Teile produzieren sogenannte Dragonshards (Drachensplitter), Kristall- und Steinfragmente mit magischen Kräften. Der größte Dragonshard ist das Herz von Siberys. Als dieses aus dem Ring von Siberys auf den Kontinent Xen'drik stürzte, war es für das Absinken einer Stadt unter die Erdoberfläche verantwortlich und erschuf gleichzeitig die sturmumtoste Bergkette mit der Bezeichnung Ring der Stürme. Seine enormen magischen Kräfte sorgten dafür, dass sich die dortigen Lebensformen zum Echsenvolk entwickelten. Seither ist das Herz immer wieder Auslöser für Auseinandersetzungen verschiedener Fraktionen, die die Herrschaft über seine Kräfte anstreben.

### Fraktionen
Es existieren drei handlungsrelevante Fraktionen. Daneben gibt es weitere, unabhängige Kleingruppierungen und Völker, die dem Spieler sowohl unterstützend als auch feindlich gegenüberstehen können.
Orden der Flamme
Der Orden der Flamme ist der militärische Flügel der Kirche der Silbernen Flamme, einer Organisation, die sich der Zerstörung des Bösen verschrieben hat. Der Orden ist eine Allianz unterschiedlicher Kulturen und Traditionen, darunter Menschen, Zwerge, Halblinge und Celestische.
Echsenvolk
Das Echsenvolk ist die einheimische Lebensform des Rings der Stürme. Der Legende nach wurden sie von den Drachen dort als Wächter des Herzen von Siberys angesiedelt. Mit der Zeit haben sie sich durch die Nähe zur magischen Energie des Herzen verändert und Bewusstsein erlangt. Vor mehreren Jahrhunderten gelang es ihrem Helden Darroc, die Stämme zu vereinigen. Er opferte sein Leben, um das Herz von Siberys gegen Eindringlinge des Ordens zu verteidigen. Seither herrschte lange Zeit wieder Ruhe.
Umbragen
Die dritte Fraktion besitzt keine eigene Kampagne und ist lediglich im Mehrspieler-Modus wählbar. Die Umbragen sind laut Sage die Nachkommen der Elfenrasse, die einst die Stadt Qalatesh bewohnte. Qalatesh wurde einst nach einem Splittersturm zerstört und versank in den Tiefen von Khyber, wo auch einige Überlebende Zuflucht fanden. Um den Gefahren Khybers begegnen zu können, verbanden sich die Elfen mit den dunklen Energien Khybers, die dadurch Teil ihrer Kultur wurden und sie letztlich zu den bösartigen Umbragen machten.

### Handlungsrahmen
Unter der Führung der Klerikerin Lady Marryn und des Zwergenschamanen Amathor zieht der Orden der Flamme zum Ring der Stürme, um das Herz von Siberys zu erobern und seine magischen Kräfte für sich zu beanspruchen. Sie stören damit die jahrhundertelange Ruhe dieser Region. Der Orden stößt auf Widerstand durch das einheimische Wächtervolk der Echsen. Je nach Wahl der Fraktion ist es Aufgabe des Spielers, das Herz entweder in seine Gewalt zu bringen (Orden) oder es gegen die Eindringlinge zu verteidigen (Echsenvolk). Daneben werden beide Parteien mit den Umbragen konfrontiert, die unter ihrem Anführer Satros die Kräfte des Herzen nutzen wollen, um die Geheimnisse der Ruinen von Qalatesh zu entschlüsseln.

## Spielprinzip

### Allgemein
Das Spiel verbindet Elemente traditioneller Echtzeit-Strategiespiele mit Rollenspielaspekten. Dem Spieler stehen im Einzelspieler zwei, im Mehrspieler drei Fraktionen zur Auswahl: der Orden der Flamme, das Echsenvolk und die Umbragen. Im Einzelspieler-Modus existiert jeweils eine handlungsgetriebene Kampagne für den Orden der Flamme und für das Echsenvolk. Weiterhin gibt es freie Gefechte gegen Computergegner und menschliche Spieler via Internet oder LAN.
Die Einsatzkarten bestehen jeweils aus zwei Spielebenen: der Erdoberfläche und der Unterwelt Khyber, die die unterschiedlichen Spielaspekte zur Geltung bringen. An der Oberfläche kommen übliche Strategiespiel-Aspekte zum Einsatz, wie der Aufbau einer Basis, das Sammeln von Ressourcen sowie der Ausbau und das Aufrüsten der eigenen Armeen. Mögliche Positionen für Basen und Ausbauten sind für jede Karte vorgegeben. Diese sind zudem autark, mit einer ebenfalls vorgegebenen Anzahl an Bauplätzen. Der begrenzte Bauplatz zwingt den Spieler zu strategischen Entscheidungen über die Zusammensetzung seiner Armeen, da nicht für jeden Einheitentyp entsprechende Produktionsgebäude errichtet werden können. Anders als in Strategiespielen üblich, stehen dem Spieler von Beginn an alle Einheitentypen zur Verfügung. Diese unterteilen sich in vier Einheitentypen:
- Champions: Heldencharaktere, die vom Spieler in der Kampagne vor Beginn einer Mission ausgewählt und im Gefechtsmodus in einer Basis herbeigerufen werden. Jede Fraktion hat vier unterschiedliche Champions mit einzigartigen Fähigkeiten und Armeeboni:[2] einen Krieger, einen Kleriker, einen Magier und einen Schurken.
- Juggernauts: mächtige und kostspielige Einheiten, die von Basen aus herbeigerufen werden können. Jede Fraktion besitzt eine einzigartige Juggernaut-Einheit, von der immer nur eine gleichzeitig im Spiel sein kann.
- Captains: Einheiten, die in der Basis ausgebildet werden können. Captains können in insgesamt fünf Stufen aufgewertet werden. Mit jedem Ausbau erlangen sie neue Fähigkeiten und einen Trupp untergebener Soldaten, maximal vier auf Stufe 5. Jede Fraktion steht eine größere Auswahl an Captain-Einheiten zur Auswahl, darunter Flugeinheiten, Panzer, Schurken, Heiler, Zauberkundige, Fernkämpfer und Ressourcenbeschaffer.
- Soldaten: Unterstützungstruppen, die von Captains in der Nähe eigener Basen automatisch ausgebildet werden. Sie können nicht direkt kontrolliert werden, sondern folgen automatisch ihrem Captain. Soldaten nehmen immer vor ihrem Captain Schaden, symbolisieren damit effektiv höhere Lebenserwartung und das erhöhte Schadenspotential der Einheit.

Von diesen Einheiten können lediglich die Helden und bodengebundene Captains über festgelegte Übergangspunkte zwischen der Ober- und Unterwelt wechseln. Juggernauts bleibt der Zugang verwehrt, Soldaten verwandeln sich in zusätzliche Lebensbalken für ihre Captain-Einheit und werden bei Verlassen der Untergrundwelt wiederhergestellt.
Das Spielprinzip im Untergrund ähnelt daher mehr dem Erkundungszug einer Heldengruppe mit unterschiedlichen Rollenspiel-üblichen Charakteren statt wie an der Oberfläche einem bewaffneten Konflikt verschiedener Truppenkontingente. Im Untergrund müssen Einheiten beispielsweise ähnlich wie in gängigen Dungeon-Crawlern Fallen entschärfen, einzigartige Gegenstände einsammeln und Monster jagen. Gegenstände werden in einem globalen Inventar gesammelt und stehen anschließend allen Einheiten zur Verfügung.

### Ressourcen
In Dragonshard existieren drei Ressourcen:
- Dragonshards: Werden für die Konstruktion von Gebäuden und Einheiten benötigt. Dragonshards regnen periodisch vom Himmel auf die Oberfläche herab.[5]
- Gold: Wird ebenfalls für die Konstruktion von Gebäuden und Einheiten benötigt. Gebäude erzeugen automatisiert in regelmäßigen Abständen einen kleinen Zuwachs,[5] ein großer Teil des Goldes wird jedoch durch die Erkundung der Unterweltbereiche durch die Erfüllung von Quests und die Durchsuchung gefallener Gegner gewonnen.
- Erfahrungspunkte: Werden zur Aufwertung von Einheiten benötigt. Erfahrungspunkte werden durch das Töten und die Zerstörung gegnerischer Einheiten und Gebäude sowie die Erfüllung von Quests erlangt.

Erfahrungspunkte werden in Dragonshard einem globalen Pool zugewiesen. Der Spieler kann diese in Einheiten-produzierenden Gebäuden verwenden, um seine Captains aufzustufen. Mit dieser Aufwertung steigen alle Einheiten dieses Typs auf und erhalten auch zukünftig nach der Ausbildung automatisch diese Stufe. Um einen Captain höher als Stufe 2 aufwerten zu können, benötigt der Spieler zwei und mehr Ausbildungsstätten desselben Typs, eine pro zusätzlicher Stufe. Der Spieler muss entscheiden, ob er die begrenzten Bauplätze für die Aufwertung bestimmter Einheitentypen oder stattdessen für Gebäude mit Boni für Einheiten verwenden will. Helden können nicht aufgestuft werden, können in der Kampagne aber durch Heldenartefakte aufgewertet werden.

### Spielmodi
Dragonshard besitzt eine Einzelspielerkampagne für den Orden der Flamme und das Echsenvolk, mit jeweils sieben Missionen, plus mehrere Karten für Einzelspieler- und Mehrspieler-Gefechte. Die Karten der Einzelspielerkampagnen beinhalten mehrere geskriptete Hauptmissionsziele, die die Handlung vorantreiben, sowie optionale Nebenmissionen, die dem Spieler Boni wie spezielle Gegenstände, Erfahrungspunkte, Gold oder Heldenartefakte einbringen. Nicht verwendete Gegenstände können zwischen den Missionen in einem Tresorraum gelagert werden. Während einer Mission erhält der Spieler abhängig von der Qualität seiner Spielweise sogenannte Reward Points. Diese können zwischen den Kampagnen für den Erwerb von Gegenständen oder für das Upgrade der Helden mit zusätzlichen Heldenartefakten verwendet werden.
Einzelspieler- und Mehrspieler-Gefechte haben ein obligatorisches und drei optionale Siegbedingungen:
- Raze – die Zerstörung aller feindlichen Gebäude. Diese Siegbedingung kann nicht abgeschaltet werden.
- Expansion – die Kontrolle über 50 % aller Erweiterungsbasen über einen gewissen Zeitraum.
- Artifacts – Ziel ist das Sammeln einer festgelegten Zahl an Artefakten durch das Erledigen zufällig erscheinender Kreaturen.
- Control – die Kontrolle über 50 % aller sogenannten Orte der Macht einer Karte über einen gewissen Zeitraum.

## Entwicklung
Dragonshard ist das erste Computerspiel in der D&D-Kampagnenwelt Eberron. Obwohl Eberron-Erfinder Keith Baker selbst den Handlungsrahmen für Dragonshard schrieb, existieren einige Abweichungen zwischen dem Spiel und dem kanonischen Eberron Campaign Setting. So sind Siberys Dragonshards laut Regelwerk goldfarben, leuchten im Spiel jedoch bläulich. Auch ist der Bau neuer Kriegsgeschmiedeter, wie vom Orden praktiziert, nach dem Vertrag von Thronfeste verboten, der das Ende des Letzten Krieges markierte.
Dragonshard wurde von Publisher Atari als „das erste Dungeons&Dragons Echtzeitstrategie-Spiel“ vermarktet. Tatsächlich wurden bereits 1993 mit Stronghold und Fantasy Empires von SSI sowie 1996 mit Blood & Magic von Interplay Entertainment Echtzeit-Strategiespiele zum D&D-Franchise veröffentlicht.

## Rezeption
Dragonshard erhielt mehrheitlich positive, wenngleich zurückhaltende Bewertungen (GameRankings: 79,09 % / Metacritic: 80 von 100).
Das Spiel wurde für seine Verbindung der Elemente traditioneller Echtzeit-Strategiespiele mit D&D-Rollenspielen gelobt. Hauptkritikpunkt war der geringe Umfang des Einzelspieler-Modus, insbesondere unterstrichen durch das Fehlen einer Umbragen-Kampagne.